# Nucci
Игор Панић (Смедерево, 10. август 1996), познатији као Nucci (транскр.  Нући), српски је кантаутор.

## Биографија
Ишао је у основну школу „Јован Стерија Поповић” у блоковима. У Београду је завршио Четврту београдску гимназију и још током средње школе почео да се интересује за музику. Музиком је почео да се бави 2011. године, када је снимио свој први сингл. У почетку се посветио писању песама, а правио је и честе паузе јер се бавио и видео продукцијом. Током 2019. се вратио објављивању песама, па је те године објавио сингл Hotline и дует Све због тебе  са Кобрицом. Nucci је у том периоду започео сарадњу са продукцијском кућом Генерација Зед, за коју су и објављене те две песме.
Широј публици је постао познат након објављивања песме БеБо јуна 2020. године. Сам Nucci је писао текст и музику за песму, док је аранжман радио Попов из Генерације Зед. Августа исте године објавио је и песму Уђи на WA, која је тренутно његова најслушанија песма и на Јутјубу броји преко 38 милиона прегледа. Током те године Nucci је објавио и песме "Hawanae" и "Warm up", као и дует Бамби са Поповим.
Следећу годину започео је са песмом Vroom, коју је такође аранжирао Попов, а Nucci писао текст и музику. Потом је сарађивао са продуцентима филма и серије Јужни ветар, а у оквиру сарадње Nucci је снимио песму која ће бити део саундтрека другог дела филма који носи назив Јужни ветар 2: Убрзање.
Поред певања, Nucci се бави и писањем песама за друге музичаре. Сарађивао је са Маленим за кога је написао и компоновао неколико песама, као и са Поповом, са којим је писао његове песме Laganie, Вино и Сам сам.

### Видео-продукција
Са својим братом, Марком, почетком 2018. године основао је продукцијску кућу Tsunami у оквиру које се њих двојица баве видео продукцијом и снимањем спотова, а радили су, између осталог, и спотове за Аца Пејовића, Сергеја Ћетковића, Сашу Матића. Nucci је радио видео продукцију за целокупан албум Привођен, осуђиван? који су објавили Relja Torinno и Лаки Соса. Поред тога, радио је и спотове за песме Лобања Кобрице и Кораци у ноћи коју изводе Voyage, Бресквица и Вук Моб, између осталих.

## Дискографија

### Студијски албуми
- Замена за бол (2024)

### Синглови
- Грам (2018)
- Блиндирано (2018)
- (2019)
- Све због тебе (ft. Кобрица, 2019)
- Бебо (2020)
- Udji na WA (2020)
- (2020)
- (2020)
- Бамби (ft. Попов, 2020)
- (2021)
- Биби (2021)
- (2021)
- Балкан (ft. Voyage, 2021)
- (2021)
- (2021)
- Црно око (2022)
- BeBo 3 (2022)
- Сканкови хибриди (BIBI REMIX) (ft. Секси, Биба, 2022)
- Зовите докторе (ft.  Реља Поповић,  2022)
- Опанци (2022)
- Ђердан (ft. Сања Вучић,  2022)
- (ft. Voyage, 2023)
- (2023)
- Рајске Кише (2023)
- Frauen (ft. Зера, 2023)
- Metak (ft. Северина, 2023)
- Chigirigi (2023)
- Рузмарин (ft. Сања Вучић, 2023)
- Периферија (ft. Voyage, 2023)
- TeaNucci (ft. Теа Таировић, 2024)
- ОМБ (ft. Реља Поповић, 2024)
- Дуни дуни (2024)
- БеБо 4 (2024)